# أداما فرانسوا
أداما فرانسوا (بالفرنسية: Adama François Sene)‏ مواليد 30 نوفمبر 1989 لاعب كرة قدم من السنغال يجيد اللعب في خط الدفاع.
لعب في أندية برتغالية وفي الصين واحترف في السعودية في أندية هجر والخليج.

## روابط خارجية
- أداما فرانسوا على موقع قاعدة بيانات كرة القدم.إي يو (الإنجليزية)
- أداما فرانسوا على موقع Soccerway.com (الإنجليزية)
- أداما فرانسوا على موقع AS.com (الإسبانية)